# 로베르트 그라트만

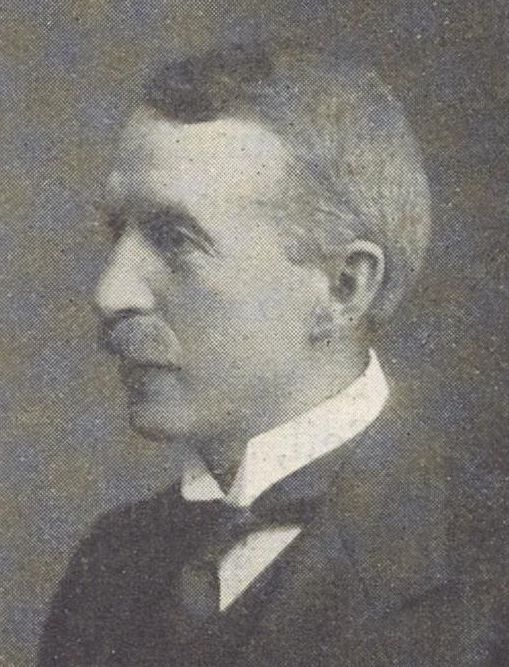

로베르트 그라트만(Robert Gradmann, 본명: Robert Julius Wilhelm Gradmann, 1865년 7월 18일 ~ 1950년 9월 16일)은 독일의 목사, 지리학자, 식물학자 및 지역 역사가였다.

## 생애
로버트 그라트만은 상인 구스타프 아돌프 그라트만(Gustav Adolf Gradmann)과 그의 사촌 폴린 홀린(Pauline Hörlin)의 아들이었다. 가족은 슈투트가르트로 이사했고 그곳에서 그는 슈투트가르트에 있는 딜만 레알짐나지움(Dillmann Realgymnasium)에 다녔다. 그는 국가 시험에 합격하여 1879년에 마울브론 복음주의 신학교(Maulbronn Evangelical Seminary)의 학생이 되었지만 예정대로 2년 후에 블라우보이렌(Blaubeuren)에서 교육을 계속하는 대신 슈투트가르트의 에버하르트-루드비히스-김나지움(Eberhard-Ludwigs-Gymnasium)에 참석하여 그곳에서 입학 시험에 합격했다. 건강상의 이유로 그는 병역을 피할 수 있었고 1883년부터 1887년까지 튀빙겐에 있는 전도 학교에서 신학을 공부했다. 학생 시절에 그는 튀빙겐 왕립 학회 로이겔9Tübingen Royal Society Roigel)의 회원이 되었다. 그의 약혼자는 튀빙겐에서 온 여관 주인의 딸인 줄리 트리츨러가 되었고 1891년에 결혼할 수 있었다. 오링겐(Öhringen)과 케이크에서 목사직을 마친 후 그는 1891년 포르첸베르크(Forchtenberg)에서 시 목사가 되었다. 이 기간 동안 그는 식물학을 다루고 뷔르템베르크(Württemberg)의 식물상에 대한 에세이를 출판했다. 스와비아 쥐라 협회(Swabian Jura Association)의 회장인 유진 나겔레(Eugen Nagele)의 제안으로 그는 스와비아 쥐라(Swabian Jura)에 대한 식물 안내서를 쓰기 시작했다.
1909년에 그라트만은 고대 독일과 로마 시대의 곡물 재배라는 주제로 지리학을 전공했다. 이 기간 동안 그는 튀빙겐 대학 도서관에서 네 번째 사서로 일했다. 그의 과학적 관심은 무엇보다도 토양, 기후, 초목 및 정착 역사 사이의 연관성이었으며, 여기서 그는 역사 문화 경관 연구의 경향을 설정한 "대초원 히스 이론"을 발전시켰다.
1919년에 그라트만은 지리학 의장에 세 번의 부름을 받았다. 그는 에를랑겐 대학의 학과장을 선택했고 그곳에서의 연구 집중 분야는 식물 지리학, 정착지 지리학 및 지형학이었다.
1922년부터 1929년까지 그라트만은 독일의 과학 지역 연구를 위한 중앙 위원회 의장이자 독일 지역 및 민속 연구의 편집자였다. 1931년부터 1933년까지 그는 독일 지리학자 협회의 중앙 위원회 의장을 맡기도 했다.
에를랑겐 대학에서 그라트만은 철학 학부의 학장이자 1925년부터 1926년까지 총장이었다. 그라트만은 1934년에 은퇴했다. 그는 말년을 튀빙겐과 진델핑겐에서 보냈다. 그는 식물학자 한스 그라트만의 아버지이자 물리학자 울리히 그라트만, 생물물리학자 디트리히 그래트만, 그리고 한스 히르젤과 수잔 히르젤의 할아버지이다.